# ميتش كليم
ميتش كليم (بالإنجليزية: Mitch Clem)‏ هو رسام كارتون أمريكي، ولد في 15 سبتمبر 1982 في منيابولس في الولايات المتحدة.

## وصلات خارجية
- ميتش كليم على موقع ميوزك برينز (الإنجليزية)